# Saint-Baudille-et-Pipet
Saint-Baudille-et-Pipet település Franciaországban, Isère megyében. Lakosainak száma 258 fő (2022. január 1.). Saint-Baudille-et-Pipet Tréminis, Mens, Pellafol, Prébois és Châtel-en-Trièves községekkel határos.

## Népesség
A település népessége az elmúlt években az alábbi módon változott:
| Lakosok száma | 251  | 209  | 215  | 246  | 254  | 257  | 257  | 260  | 259  | 258  |
|               | 1968 | 1982 | 1990 | 2006 | 2013 | 2015 | 2017 | 2019 | 2020 | 2022 |